# Marin Jakoliš
Marin Jakoliš (* 26. Dezember 1996 in Šibenik) ist ein kroatischer Fußballspieler.

## Karriere

### Verein
Jakoliš begann seine Karriere in seiner Heimatstadt beim HNK Šibenik. Ab der Winterpause der Saison 2012/13 spielte er für die Herrenmannschaft von Šibenik in der 2. HNL. Im Sommer 2013 wechselte er nach Belgien zum Zweitligisten Royal Mouscron-Péruwelz. Mit Mouscron konnte er 2014 in die Division 1A aufsteigen. In der Aufstiegssaison kam er allerdings zu keinem Einsatz. Sein Debüt in der Division 1A gab Jakoliš schließlich im Januar 2015, als er am 22. Spieltag der Saison 2014/15 gegen KAA Gent in der 64. Minute für Birger Verstraete eingewechselt wurde.
Im Januar 2016 wurde er an den Zweitligisten Royal Excelsior Virton verliehen. Für Virton absolvierte er neun Spiele, in denen er einen Treffer erzielte. Zu Saisonende musste Virton aber aus der 2. Division absteigen. Zur Saison 2016/17 wechselte er zum Zweitligisten KSV Roeselare, bei dem er einen Einjahresvertrag mit Option erhielt. Mit Roeselare verpasste er nur knapp den Aufstieg in die Division 1A. Im Juli 2017 wechselte er zum österreichischen Bundesligisten FC Admira Wacker Mödling, bei dem er einen bis Juni 2019 gültigen Vertrag erhielt. Im Juli 2019 kehrte er nach Kroatien zurück und wechselte zu Hajduk Split, wo er einen bis Juni 2023 laufenden Vertrag erhielt.
Zur Saison 2021/22 schloss sich Jakolis dann leihweise dem Ligarivalen HNK Šibenik an. Die Leihe wurde im Januar 2022 beendet und der Kroate wechselte nach Frankreich zu SCO Angers. Im Januar 2023 wurde der Spieler bis Saisonende an die AEK Larnaka ausgeliehen. Nach seiner Rückkehr folgte dann im August 2023 eine erneute Leihe an den Melbourne City FC nach Australien. Nach Ablauf dieser wechselte Jakoliš im Sommer 2024 dann fest zu dessen Ligarivalen Macarthur FC.

### Nationalmannschaft
Jakoliš debütierte im November 2010 gegen Slowenien für die kroatische U-15-Auswahl. Es folgten fünf weitere Spiele. Im März 2014 spielte er außerdem noch zweimal für die U-18-Auswahl Kroatiens.
Im August 2017 debütierte er gegen Moldawien für die U-21-Mannschaft. Seine ersten drei Treffer für diese erzielte er im November 2017 bei einem 5:0-Sieg gegen San Marino.

## Persönliches
Sein älterer Bruder Antonio (* 1992) ist ebenfalls Fußballprofi. Antonio spielte mit ihm kurzzeitig bei Mouscron zusammen und steht in der Saison 2024/25 beim FK Turan in Kasachstan unter Vertrag.